# Franz Gschnitzer (Mediziner)
Franz Gschnitzer (* 29. November 1929 in Innsbruck; † 30. April 2014 ebenda) war ein österreichischer Chirurg und Hochschullehrer.

## Leben

### Herkunft und Studium
Franz Gschnitzer entstammte einer Tiroler Gelehrtenfamilie. Er war der zweite Sohn des bekannten Juristen gleichen Namens, während sein Bruder Fritz Gschnitzer ein bedeutender Althistoriker wurde. Franz Gschnitzer junior besuchte die Volksschule sowie das Gymnasium in seiner Heimatstadt. Anschließend absolvierte an der Leopold-Franzens-Universität das Medizinstudium, welches er 1953 mit Auszeichnung abschloss.

### Tätigkeit 1953 bis 1973
1953 bis 1955 arbeitete er am pathologisch-anatomischen Institut der Universität Innsbruck, ehe er in die Innsbrucker Universitätsklinik für Chirurgie wechselte, wo er unter Burghard Breitner seine ersten chirurgischen Eingriffe vornahm. 1957 bis 1961 arbeitete Gschnitzer an dem von Walter Dick geleiteten Institut für Chirurgie der Universität Tübingen, wobei er einen mehrmonatigen Aufenthalt an dem von Ernst Derra geleiteten Institut für Chirurgie der Universität Düsseldorf absolvierte und dort die Herzchirurgie näher kennenlernte.
1961 erlangte Gschnitzer die Zulassung als Facharzt für Chirurgie und kehrte nach Innsbruck zurück. Da der Neubau der Innsbrucker Universitätsklinik für Chirurgie die Möglichkeit auftat, auch hier eine Spezialabteilung für Herzchirurgie aufzubauen, ging Gschnitzer nach Rücksprache mit dem damaligen Vorstand der Universitätsklinik Paul Huber (1901–1975) bald darauf wieder nach Düsseldorf, um bei Derra vier Jahre lang eine vertiefte kardiochirurgische Ausbildung zu erhalten.
Im Mai 1965 kehrte er als Oberarzt nach Innsbruck zurück, wo er in der Folge die Herzchirurgie etablierte. 1968 habilitierte sich Gschnitzer mit der in Düsseldorf verfassten Studie Die Minimalperfusion der Lungenstrombahn während des cardio-pulmonalen Umgehungskreislaufes, zudem wurde in diesem Jahr die neue Universitätsklinik für Chirurgie eröffnet.  Am 18. November 1969 führte er hier die erste Operation am offenen Herzen unter Einsatz der Herz-Lungen-Maschine durch.

### Vorstand der Universitätsklinik

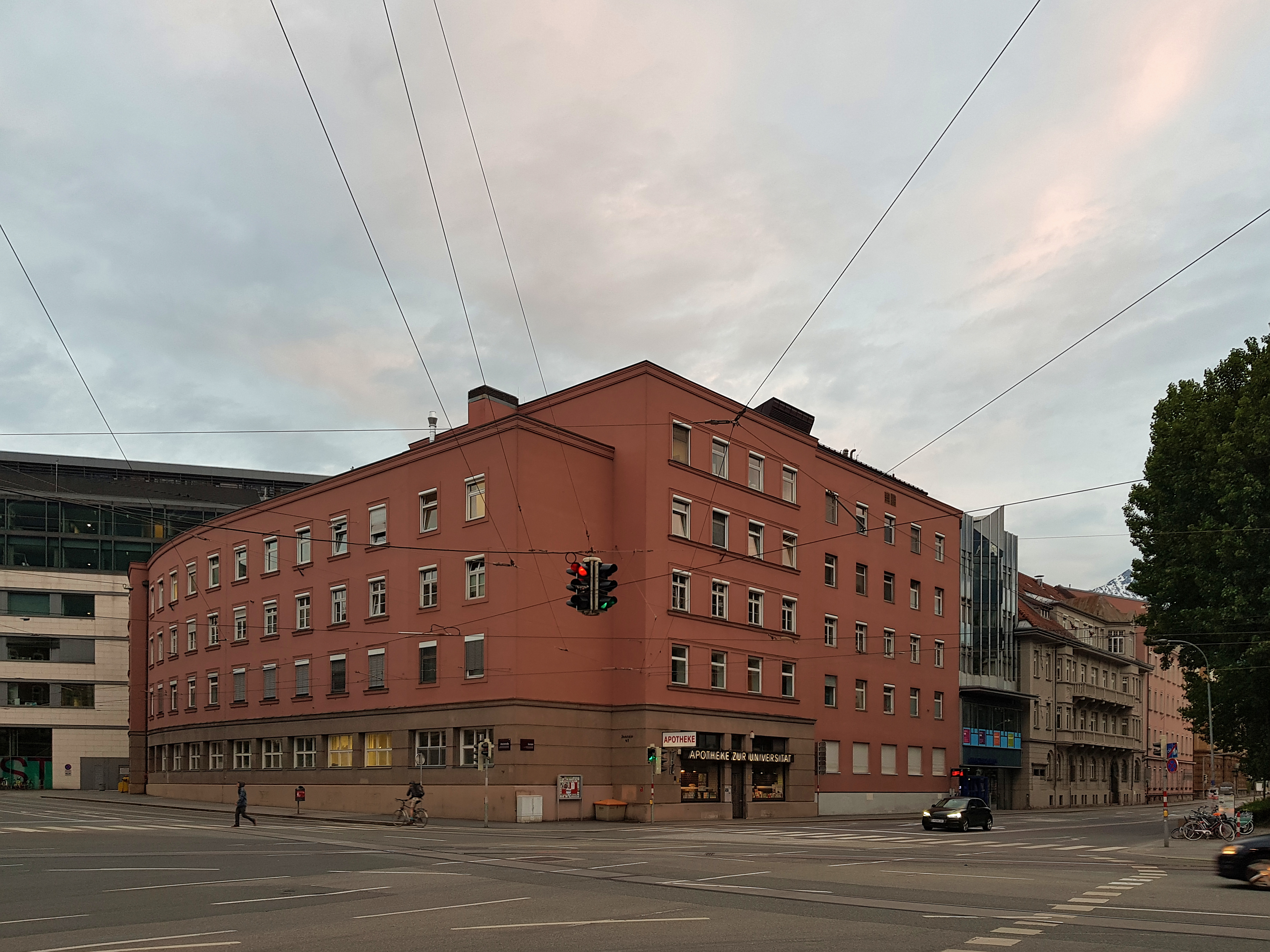
Landes- und Universitätskrankenhaus Innsbruck

Im Juni 1973 wurde Gschnitzer zum Vorstand der Universitätsklinik für Chirurgie ernannt. In der Zeit Gschnitzers als Ordinarius für Allgemeine Chirurgie konnte dieses Fach in Innsbruck wesentlich weiterentwickelt werden. So wurde die Transplantationschirurgie weiter aufgebaut, die erste laparoskopische Cholezystektomie durchgeführt, daneben galt sein Interesse der von seinem Mitarbeiter Josef Hager entwickelten Schraubenspindelpumpe, einer zur Herzunterstützung vorgesehenen, zentrifugal-verdrängend arbeitenden Blutpumpe. Er etablierte an der Universitätsklinik für Chirurgie zahlreiche neue Methoden, z. B. spezielle Operationstechniken in der Onkologie, entdeckte aber auch die bereits von Haberer praktizierte Magenresektion nach Billroth I neu.
Gschnitzer war gemeinsam mit Ernst Kern und Leonhard Schweiberer Mitherausgeber der Operationslehre von Burghard Breitner.
Am 11. Oktober 1983 führte ein von Raimund Margreiter geleitetes Transplantationsteam mit Unterstützung Gschnitzers im Universitätskrankenhaus Innsbruck an dem Patienten Josef Wimmer die erste Herztransplantation in Österreich durch. Mit Gschnitzers Unterstützung wurden in Innsbruck zudem die erste Lungen- sowie die erste Herz-Lungen-Transplantation in Österreich durchgeführt.
In den Jahren 1987/88 sowie 1988/89 fungierte Gschnitzer als Dekan der Medizinischen Fakultät der Universität Innsbruck. Nach 25 Jahren als Klinikvorstand emeritierte Gschnitzer 1998.

## Ehrungen (Auswahl)
Er wurde unter anderem mit dem Goldenen Ehrenzeichen für Verdienste um die Republik Österreich sowie dem Ehrenzeichen des Landes Tirol ausgezeichnet, außerdem war er Ehrenmitglied der Österreichischen Gesellschaft für Chirurgie sowie der Deutschen Gesellschaft für Chirurgie.